# Styles Bluff
Das Styles Bluff ist ein hellfarbenes Felsenkliff im ostantarktischen Kempland. Es ragt 1,5 km nördlich des Kap Gotley an der Südostseite des Edward-VIII-Plateaus auf.
Norwegische Kartographen kartierten es anhand von Vermessungen und Luftaufnahmen der Lars-Christensen-Expedition 1936/37. Wissenschaftler der Australian National Antarctic Research Expeditions besuchten es im Februar 1961. Namensgeber ist der australische Regierungsbeamte Donald Franklin Styles (1916–1995), stellvertretender Direktor der Australian Antarctic Division, der an diesem Besuch teilgenommen hatte.